# Antonín Kallab
Antonín Kašpar Kallab (3. ledna 1812 Velké Meziříčí – 5. března 1893 Velké Meziříčí) byl český, resp. moravský vlastenec, podnikatel, spolumajitel továrny na zpracování sukna, starosta ve Velkém Meziříčí v letech 1850–1870.

## Život
Narodil se do vážené velkomeziříčské rodiny, která se tradičně věnovala soukenictví. Podle některých zdrojů byl v mládí poslán "na zkušenou" do Anglie. Jako jediný z rodiny Kallabovy byl česky vlastenecky orientován. Traduje se, že v roce 1842 při jedné vlastenecké akademii zazpíval jako vůbec první na území Moravy veřejně píseň Kde domov můj?, pozdější národní hymnu.
V roce 1846 založil Franz Kallab ve Velkém Meziříčí továrnu na zpracování sukna, jejímiž spolumajiteli udělal některé své příbuzné a mezi nimi také svého syna Antonína. Ten se pak významným způsobem podílel na jejím rozvoji (zavedl zde například výrobu pomocí parního stroje). V roce 1850 byl Antonín zvolen ve Velkém Meziříčí starostou. Tím byl po následující dvě desetiletí a za své starostenské éry prosadil mimo jiné to, že se na radnici začalo úřadovat v českém jazyce. V roce 1866 se muselo město vypořádávat s následky pruské okupace v rámci prusko-rakouské války (zejména s tím, že procházející vojáci zavlekli do města choleru). Za zvládnutí této situace byl Antonín Kallab téhož roku vyznamenán zlatým záslužným křížem od císaře Františka Josefa. Starostenský mandát vypršel Antonínovi v roce 1870. Za tři roky nato se dalším městským starostou stal další člen jeho rodiny, Ferdinand Kallab. Antonín Kallab velmi měl v pozdějších letech velký vliv na svého vnuka, pozdějšího rektora Masarykovy univerzity v Brně, Jaroslava, který jej považoval za svůj velký vzor.
Antonín Kallab zemřel ve Velkém Meziříčí v předjaří roku 1893 a byl pohřben v rodinné hrobce na starém velkomeziříčském hřbitově na Moráni.